# David Leonard Clarke
David Leonard Clarke (* 3. November 1937 in Bromley, Kent; † 27. Juni 1976 in Cambridge) war ein britischer Prähistoriker.

## Biografie
Nach dem Schulbesuch studierte er am Dulwich College sowie Archäologie am Peterhouse der Cambridge University und schloss dieses Studium 1959 mit einem Bachelor of Arts (B.A.) ab. Nach Beendigung des Studiums und dem Erwerb eines Philosophiae Doctor (Ph.D.) 1964 war er von 1966 bis zu seinem Tod 1976 Fellow und Tutor am Peterhouse. Seine Lehrtätigkeit hatte großen Einfluss auf die Archäologie in den 1970er Jahren, ebenso wie seine Veröffentlichungen, dabei insbesondere Analytical Archaeology (1967).
Ähnlich weitreichend waren nur die Arbeiten des US-Amerikaners Lewis Binford, der wie er die zentrale Bedeutung der Systemtheorie, Quantifizierung und klare wissenschaftliche Festlegung der Archäologie aufzeigte. Zum ersten Mal wurden Ökologie, Geografie und vergleichende Anthropologie mit dem Fach Archäologie verbunden und Clarke damit neben Binford zu einem der Wegbereiter der New Archaeology. 
Das posthum 1979 veröffentlichte Buch Analytical Archaeologist ist eine Sammlung seiner Schriften und Erinnerungen seiner Kollegen.

## Schriften
- Beaker Pottery of Great Britain and Ireland. 2 Bände. Cambridge University Press, Cambridge 1970.
- als Herausgeber: Models in Archaeology. Methuen, London 1972.
- als Herausgeber: Spatial Archaeology. Academic Press, London u. a. 1977, ISBN 0-12-175750-1.